# The Anime Man
Джозеф Тэцуро Бизингер (англ. Joseph Tetsuro Bizinger; род. 28 сентября 1994, Сидней, Австралия), известный как The Anime Man, а также под своим сценическим псевдонимом Ikurru Kamijou (яп. 神城 維来), является японско-австралийским ютубером, актёром озвучивания, автором песен и подкастером. Его видео сосредоточены на японской популярной культуре, которая состоит из обзоров аниме и манги, так же снимает видеоблоги о японской культуре и обществе. Бизингер также известен своими интервью с людьми из японской индустрии развлечений, такими как авторы ранобэ, художники манги и актёры озвучивания в аниме.

## Ранние годы
Бизингер родился в Сиднее, Новый Южный Уэльс, 28 сентября 1994 года. Он сын японки и отца австралийца немецкого и венгерского происхождения. Мать Бизингера хотела, чтобы он сохранил свои японские корни, разговаривая с ним исключительно на японском языке и показывая ему различные японские аниме. Дораэмон, Садзаэ-сан и покемоны были особенно распространены в его раннем детстве.
В католической школе Св. Павла в Мэнли Бизингер был единственным студентом японского происхождения и поэтому познакомил многих своих друзей с аниме. Рост популярности аниме наряду со школьным проектом побудил его создать веб-сайт, на котором он писал обзоры на аниме. Он продолжил делать обзоры даже после окончания проекта до самого выпуска. Во время учёбы он начал снимать видео на YouTube для размещения на своём веб-сайте, но в конце концов решил полностью перейти на YouTube.
Джозеф Бизингер учился в Сиднейском университете, который окончил в 2016 году по специальности Технологии компьютерного дизайна.

## Карьера на YouTube
Бизингер начал свою карьеру на YouTube после публикации своего первого видео «Dubbed Anime Sucks!» 27 мая 2013 года. Выпуская видеоблоги и обсуждая аниме мангу, Бизингер набрал 100 000 подписчиков в 2015 году. Вскоре за этим он выпустил своё первое прорывное видео «7 Types of Anime Fans» 17 июня 2015 года, в котором рассматриваются различные архетипы, составляющие аниме-сообщество; через неделю после его выпуска Бизингер удвоил количество подписчиков на своём канале. В феврале 2016 года Бизингер создал свой второй канал, который изначально был его личным блогом, но с тех пор превратился в канал, на котором размещается менее отточенный или не вписывающийся в основной канал контент.
В мае 2016 года после окончания университета, Бизингер переехал в Японию, где поначалу планировал работать в сфере информационных технологий, но к тому времени его канал на YouTube стал настолько успешным, что он мог работать над ним вместо полноценной работы. В январе 2017 года The Anime Man набрал миллион подписчиков. С 2017 по 2018 год Бизингер совместно с Агнес Диего (Akidearest) вёл еженедельный подкаст на SBS под названием «The Anime Show», в котором было 68 эпизодов, посвящённых аниме, манге и культуре отаку.
В 2018 году Бизингер был гостем в четырёх эпизодах серии роликов канала Abroad in Japan «Journey Across Japan»; в котором он путешествовал на велосипеде из Ниигаты в Итоигаву с британским ютубером Крисом Бродом. В этих сериях задокументированы местные обычаи и повседневная жизнь, а также выполнялись челленджи, чтобы сделать путешествие более интересным. В одном из челленджей Брод и Бизингер должны были сделать телевизионную рекламу, используя Morinaga in Jelly, для которой Бизингер создал вымышленного персонажа «Доктор Желе». Джозеф вместе с Нацуки Асо продолжит появляться в последующих сиквелах серии видео: «Escape to Fuji» (2020 г.) и «The Lost Islands» (2021 г.). В июне 2021 года вышел сингл «Too Much Volcano!» за авторством Abroad in Japan с участием Бизингера и Асо, а был выпущен в iTunes Store и Spotify; Песня и музыкальное видео к ней были записаны во время производства «The Lost Islands». Песня достигла 65-го места в британских чартах 25 июня года.
Также Бизингер начал карьеру озвучивания в 2018 году, сыграв эпизодическую роль в видеоигре Grisaia Phantom Trigger Vol. 4 и роль рассказчика в эпизоде Pop Team Epic. В 2020 году он получил роль музыкального элитиста в видеоигре No Straight Roads.
В феврале 2020 года Бизингер вместе с тайско-британским ютубером Гарнтом Манитафо (Gigguk) и валлийским ютубером Коннором Колкухоуном (CDawgVA) присоединился к созданию и ведению еженедельного подкаста под названием «Trash Taste», в котором они обсуждают аниме, мангу, культуру отаку и их опыт проживания в Японии. Первый выпуск был выпущен 5 июня 2020 года, все выпуски доступны на YouTube, Spotify, iTunes и Podchaser. В феврале 2022 года Бизингер создал третий канал, на котором выкладываются записи с его прямых трансляций на Twitch.

### Музыкальная карьера
Бизингер продюсирует музыку под своим другим псевдонимом Ikurru. 18 декабря 2019 года выпустил альбом под названием A Picture Frame Full Of Memories, в котором он играет на пианино и исполняет вокал. Альбом так же отсылается к его покойному дедушке Эиширо Сузуки. По состоянию на октябрь 2021 года Бизингер выпустил 2 альбома, два мини-альбома (включая совместный мини-альбом с музыкантом Греем Фоксом) и четыре отдельных сингла. В своей музыке Бизингер поёт и читает рэп на английском и японском языках.

## Личная жизнь
4 ноября 2016 года он и его коллега по YouTube Агнес Диего объявили, что состоят в отношениях.

## Дискография

### Студийные альбомы
| Название                         | Год  | Позиции в чартах |
| -------------------------------- | ---- | ---------------- |
| A Picture Frame Full of Memories | 2019 | —                |
| Soundtracks for the Delicate     | 2021 | —                |

### Мини-альбомы (EP)
| Название     | Год  | Позиции в чартах |
| ------------ | ---- | ---------------- |
| Fifteen      | 2020 | —                |
| Shirokitsune | 2020 | —                |

### Синглы
| Название                                                                  | Год  | Позиция в чартах | Альбом |
| ------------------------------------------------------------------------- | ---- | ---------------- | ------ |
| «I Know You Will Fall»                                                    | 2020 | —                |        |
| «ANIME CYPHER 2020» (featuring Gray Fox, Otaku>d Furiku, Rustage & Kuro!) | 2020 | —                |        |
| «Freefalling Upwards into an Ocean of Dreams»                             | 2021 | —                |        |
| «Twenty Seven»                                                            | 2021 | —                |        |

Совместные синглы
| Название | Год  | Позиция в чартах | Альбом |
| --- | ---- | ---------------- | ------ |
| «Joestar (JoJo’s Bizarre Adventure)» (None Like Joshua & Musicality featuring Rustage, Nux Taku, CDawgVA, JY Shawty, Ikurru, Chi-Chi & Caleb Hyles) | 2020 | —                |        |
| «Too Much Volcano» (Abroad in Japan featuring The Anime Man & Natsuki Aso)                                                                          | 2021 | - UK: 65         |        |

## Фильмография
Мультипликация
| Год  | Название      | Роль       | Примечания               | Источник |
| ---- | ------------- | ---------- | ------------------------ | -------- |
| 2018 | Pop Team Epic | Рассказчик | «Dancing with a Miracle» | [ 29 ]   |

Видеоигры
| Год  | Название                      | Роль                | Примечания | Источник      |
| ---- | ----------------------------- | ------------------- | ---------- | ------------- |
| 2018 | Grisaia Phantom Trigger Vol.4 | Самого себя         |            | [ 3 ]         |
| 2020 | No Straight Roads             | Музыкальный элитист |            | [ 20 ] [ 30 ] |